# Palazzo del Governo
Het Palazzo del Governo, ook genoemd Palazzo della Prefettura, bevindt zich in L’Aquila, een stad in de Italiaanse regio Abruzzen. Het was zwaar gehavend door de aardbeving van 2009.

## Historiek
Sinds de middeleeuwen stond er op deze plek een klooster van augustijner monniken. Na de stichting door Karel I van Napels werd het complex in latere tijden uitgebouwd.
Met de aardbeving van 1705 stortten de kloostergebouwen in. Vanaf 1710 verrees een nieuw klooster, inclusief barokke kloosterkerk. Dit gebouw bleef overeind tot 2009.
Met het Napoleontisch bestuur verlieten de monniken definitief het klooster. Voor de Fransen moest dit 18e-eeuws pand een nieuwe bestemming krijgen: het werd geconfisqueerd en herbestemd als overheidsgebouw. Het kloostergebouw werd deels herbouwd in neoclassicistische stijl. Napoleons schoonbroer, Murat, koning van Napels, liet er een salon inrichten in dezelfde stijl.
Met de Restauratie van het Bourbonregime (1815), meer bepaald met het nieuw ontstane koninkrijk der Beide Siciliën, keerden de monniken niet terug. De overheid liet er een theatertje inrichten, gebruikte de lokalen voor de lokale overheid en huisde er koninklijke staatsarchieven. Na de eenmaking van Italië gaf het koninkrijk Italië een nieuwe naam: Palazzo del Governo of gouvernementspaleis. De prefect van L'Aquila had er zijn administratie. Bij bezoeken van de koning van Italië verbleef hij in dit gouvernementspaleis. Het laatste bezoek van een Italiaanse koning vond plaats eind 1942 met Vittorio Emanuele III.
Onder bestuur van de Italiaanse Republiek, vanaf 1946, bleef de prefectuur behouden in het Palazzo del Governo; de Burgerbescherming van de provincie L'Aquila had er eveneens haar hoofdkwartier.
In 2009 stortte het gebouw in door een zware aardbeving in de Abruzzen. President Obama en minister-president Berlusconi brachten een bezoek aan het centrum van L'Aquila omdat de Groep van Acht vergaderde in L'Aquila, 3 maand na de aardbeving. Dat juist de kazerne van de Burgerbescherming ingestort was, werd het symbool van een overheid die niet kon instaan voor de bescherming van de burgerbevolking. Sinds 2013 staat er een nieuw Palazzo del Governo, een sobere kopie van de versie uit de 18e eeuw.